# Lista komponentów XMPP
Poniżej znajduje się lista oprogramowania, które może zostać użyte jako komponenty dodatkowe do serwerów usługi XMPP/Jabber.

## Komponenty zewnętrzne
Komponenty te powinny współpracować z większością istniejących serwerów Jabber/XMPP.
| Nazwa                    | Licencja       | Opis |
| ------------------------ | -------------- | --- |
| aspsms-t                 | GPL            | Transport jabber-sms |
| Fljud                    | BSDL           | Katalog użytkowników, który korzysta z bazy LDAP |
| Idavoll                  | BSDL           | System publish-subscribe określony w XEP-0060 |
| ILE                      | GPL            | Powiadomienia o emailach poprzez Jabbera |
| Jabber Component Runtime | JOSL           | JCR to pierwsza próba stworzenia środowiska, w którym komponenty dla jabberd 1.4 pisane w języku C pracowałyby jako osobne procesy                                                             |
| Jabber Mail Component    | GPL            | Serwer usługi, która sprawdza konta POP3 oraz IMAP4 a następnie pobiera pocztę w całości lub tylko informuje o nowych emailach. Użytkownicy mogą rejestrować wiele kont.                       |
| jabber-gg-transport      | GPL            | Transport pomiędzy Jabberem a Gadu-Gadu. |
| JJIGW                    | GPL            | Bramka Jabber-IRC kompatybilna z protokołem Multi User Chat (XEP-0045) |
| JRS                      | Apache License | Prosty agregator usługi RSS służący do otrzymywania wiadomości z kanałów RSS i ATOM. |
| MabberMessageLogger      | GPL            | System logowania wiadomości po stronie serwera za pomocą bazy danych MySQL. Komponent napisany w języku Java.                                                                                  |
| mrim                     | GPL            | Transport XMMP-Mail.Ru-IM napisany w języku Python |
| MSN-t                    | GPL            | Transport Jabber-MSN |
| O Logos                  | Freeware       | Wielojęzyczny komponent służący do przeglądania i przeszukiwania Biblii (interfejs do biblegateway.com).                                                                                       |
| palaver                  | MIT            | Komponent czatu dla serwerów Jabber i XMPP. Planowana jest pełna implementacja draftu XEP-0045, jak również cześć XEP-0128 (usługa discovery).                                                 |
| proxy65                  | GPL            | Komponent proxy dla transferu plików (implementacja draftu XEP-0065) |
| PunJab                   | GPL            | Umożliwia aplikacjom bezstanowym (np. przeglądarkom internetowym) utrzymanie połączenia z serwerami Jabbera zachowując informacje o stanie.                                                    |
| PyAIMt                   | GPL            | Transport Jabber-AIM napisany w języku Python. |
| PyICQt                   | GPL            | Transport Jabber-ICQ napisany w języku Python. |
| PyIRCt                   | GPL            | Transport Jabber-IRC napisany w języku Python. |
| PyMailt                  | GPL            | Transport Jabber-email napisany w języku Python. |
| PyMXitt                  | GPL            | Transport Jabber-MXit napisany w języku Python. |
| PyMSNt                   | GPL            | Transport Jabber-MSN napisany w języku Python. |
| pyrss                    | GPL            | Komponent Jabbera rozsyłający powiadomienia z kanałów RSS |
| PyYIMt                   | GPL            | Transport Jabber-Yahoo! Messenger napisany w języku Python. |
| ruse                     | Apache License | Serwer proxy służy jako most dla spadkowych aplikacji jabbera (takich, które nie obsługują TLS, SASL, wiązania zasobów itp), pozwalając im na poprawne nawiązywanie połączeń z serwerami XMPP. |
| SMBAuth                  | GPL            | Uwierzytelnianie użytkowników na podstawie domeny Windows. |
| XFireGateway             | GPL            | Transport pomiędzy Jabberem a XFire |

## Komponenty wewnętrzne
Komponenty te prawdopodobnie pracują wyłącznie z serwerem jabberd 1.4.
| Nazwa           | Licencja | Opis                                                         |
| --------------- | -------- | ------------------------------------------------------------ |
| AIM-t           | GPL      | Bramka pomiędzy Jabberem a AIM/ICQ.                          |
| JUD             | GPL      | Komponent katalogu użytkowników Jabbera napisany w języku C. |
| mu-confernece   | GPL      | Komponent konferencji napisany w języku C.                   |
| Users-Agent     | GPL      | Katalog użytkowników Jabbera napisany w języku Perl.         |
| Yahoo Transport | GPL      | Bramka pomiędzy Jabberem a Yahoo! Messengerem                |